# Чарни-Ляс (Белхатовський повіт)
Чарни-Ляс (пол. Czarny Las) — село в Польщі, у гміні Дружбиці Белхатовського повіту Лодзинського воєводства.
У 1975-1998 роках село належало до Пйотрковського воєводства.